# Populaire (film)
Pour les articles homonymes, voir Populaire.
Pour plus de détails, voir Fiche technique et Distribution.
Populaire est un film français de Régis Roinsard, sorti en 2012.
Le titre du film vient du nom de la machine à écrire La Populaire (de la marque Japy) utilisée dans le film.

## Scénario
En 1958, en Basse-Normandie, la jeune Rose Pamphyle, promise au fils du garagiste de son village, semble destinée à un avenir terne de femme au foyer. Aspirant à vivre en femme moderne, elle s'enfuit de chez ses parents pour devenir secrétaire.  
À Lisieux, elle postule à ce poste chez l'assureur Louis Échard qui, bien que dubitatif quant à ses qualités professionnelles, l'embauche quand il découvre son exceptionnelle vitesse de frappe à la machine à écrire.  
En dépit de la maladresse dont elle fait preuve pour le métier, il lui vient l'idée d'inscrire Rose au concours régional de vitesse dactylographique, qui se solde par un échec. Mais Louis, sûr du potentiel de Rose, la convainc de suivre un entraînement intensif en vue de la prochaine session du concours. Elle gravit peu à peu les échelons des concours jusqu'à atteindre le niveau international dont la finale a lieu à New York. 
Les relations professionnelles entre Louis et Rose tournent peu à peu à l'amour, mais le mauvais caractère de Louis et son obsession pour la compétition constituent des obstacles à cette union. La jeune femme finit donc par céder aux avances de Gilbert Japy, qui s'intéresse plus à sa réussite qu'à sa personnalité. Tombé amoureux, Louis va tout faire pour la reconquérir.

## Fiche technique
- Titre : Populaire
- Réalisation : Régis Roinsard
- Scénario et dialogues : Daniel Presley, Régis Roinsard, Romain Compingt
- Décors : Sylvie Olivé et Jimena Esteve
- Lieu de la scène finale : Forum de Liège
- Costumes : Charlotte David
- Casting : Nicolas Ronchi
- Photographie : Guillaume Schiffman
- Montage : Laure Gardette et Sophie Reine
- Musique : Rob et Emmanuel d'Orlando
- Son : Pierre Mertens
- Cascades : Pascal Guégan, Philippe Guégan, Emilie Ricard et Patrick Ronchin
- Producteurs : Alain Attal, Xavier Amblard, Gaëtan David, André Logie
- Production : Les Productions du Trésor, La Compagnie Cinématographique Européenne, France 2 Cinéma, France 3 Cinéma, Mars Films, Wild Bunch, RTBF, Panache Productions, Canal+, Ciné+, Belgacom, France Télévisions, Eurimages, Tax Shelter, Région Wallonne
- Sociétés de distribution : Mars Distribution (France), The Weinstein Company[1] (États-Unis), Disney Channel (Allemagne), Rai (Italie),
- Budget : 14 710 000 euros[2]
- Genre : comédie
- Pays d'origine :  France  Belgique[2]
- Langue originale : français
- Format : couleur - 35 mm
- Durée : 111 minutes
- Dates de sorties :
  - France, Belgique, Suisse : 28 novembre 2012
  - Québec : 8 février 2013

## Distribution
Régis Roinsard voulait que son casting soit composé d'acteurs aux références diverses. Pour le rôle principal masculin, « Romain Duris s'est imposé tout de suite car son sens du rythme et de la comédie m'impressionne », explique-t-il. Pour le rôle principal féminin, Rose Pamphyle, Déborah François a été choisie parmi les 150 comédiennes auditionnées. Selon Régis Roinsard, « elle mêle une vraie fragilité et une étourderie touchante qui peut évoluer vers quelque chose de glamour »[réf. nécessaire].
- Romain Duris : Louis Échard, l'assureur et patron de Rose Pamphyle
- Déborah François : Rose Pamphyle, la secrétaire de Louis Échard et candidate au concours de vitesse dactylographique
- Bérénice Bejo : Marie Taylor, la femme de Bob et l'ex de Louis Échard
- Shaun Benson : Bob (Robert) Taylor, ex-soldat américain de la guerre 39-45, l'époux de Marie et ami de Louis
- Mélanie Bernier : Annie Leprince-Ringuet, la championne de France de vitesse dactylographique
- Féodor Atkine : Mr. Edmond Japy, le patron des machines à écrire Japy, sponsor d'Annie Leprince-Ringuet puis de Rose Pamphyle
- Nicolas Bedos : Gilbert Japy, le fils de M. Japy et fiancé d'Annie.
- Eddy Mitchell : Georges Échard, le père de Louis
- Miou-Miou : Madeleine Échard, la mère de Louis
- Jeanne Cohendy : Françoise, l'employée de Jean Pamphyle
- Caroline Tillette : la vamp
- Frédéric Pierrot : Jean Pamphyle, le père de Rose
- Marius Colucci : Lucien Échard, le frère de Louis
- Émeline Bayart : Jacqueline Échard
- Yannik Landrein : Léonard Échard
- Nastassja Girard : Évelyne Échard
- Dominique Reymond : Mme Shorofsky
- Serpentine Teyssier : la propriétaire de la pension de jeunes filles
- Joan Mompart : le crooner
- Philippe Beau : le magicien
- Nathan Rippy : le caissier
- Hugo De Sousa : Joe Taylor
- Fanny Sidney : la fan du championnat régional
- Martin Loizillon : le jeune homme aux roses
- Romain Compingt : le groom
- Pierre Tessier : journaliste championnat de France
- David Gabison : président championnat de France
- Jean-Claude Donda : commentateur championnat du monde
- Nathalie Van Tongelen : dactylo championnat de France
- Ken Samuels : Animateur championnat du monde
- Sara Haskell : Susan Hunter, la championne américaine

## Production

### Genèse
Après avoir réalisé des publicités et des clips musicaux pour Jean-Louis Murat ou Jane Birkin, Régis Roinsard réalise avec Populaire son premier long métrage. Il en a eu l'idée en 2004, lorsqu'il est tombé sur un documentaire autour de l'histoire de la machine à écrire. Ce reportage comportait une très courte séquence sur les championnats de vitesse dactylographiques. Ces trente petites secondes ont tellement fasciné le réalisateur qu'il en a tout de suite perçu le potentiel cinématographique et dramaturgique.
Pour le travail des couleurs, Régis Roinsard a consulté beaucoup de publicités américaines et françaises des années 1950, et a visionné la plupart des films en couleurs qui avaient été tournés à l'époque en France. « Ce n'était pas évident, car on tournait en France encore essentiellement en noir et blanc, et les rares films en couleurs étaient eux-mêmes des films d'époque réalisés en studios. Le Ballon rouge ou Zazie dans le métro nous ont servi de sources d'inspiration. Mais on a un peu triché puisqu'on a aussi vu les films en couleurs de la Nouvelle Vague, comme Une femme est une femme de Jean-Luc Godard » raconte le cinéaste.
Par ailleurs, Régis Roinsard revendique l'influence du réalisateur des Parapluies de Cherbourg pour l'identité visuelle de Populaire. Le scénario de Jacques Demy s'apparente pour lui à des « histoires qui semblent assez roses en apparence, mais qui ne le sont pas tant que ça au fond. »
Pour préparer le film, Régis Roinsard a enquêté sur le « sport » de la vitesse dactylographique et sur les écoles qui enseignent la sténographie et la dactylographie. « C'était en 2004 et c'était un travail difficile, parce que toutes les écoles étaient en train de disparaître et que presque aucun document d'archive n'avait été conservé », explique le cinéaste. « Sur Internet, je n'ai trouvé que de courtes vidéos sur les concours de vitesse de dactylo. Parmi les documents les plus intéressants, j'ai découvert une photo d'un championnat américain qui se déroulait dans une salle semblable à un vélodrome devant des milliers de spectateurs. J'ai aussi déniché des éléments de publicité Japy – les fabricants de machines à écrire organisaient les concours de vitesse dactylo – qui recensaient des championnats régionaux et j'ai rencontré d'anciens champions et championnes de vitesse », termine-t-il.

### Tournage
Les scènes de la compétition internationale ont été tournées dans la salle Le Forum de Liège, connue pour son style art déco.
Mais l'essentiel du film a été tourné en Normandie, à Lisieux dans le Calvados, Bacilly dans la Manche et Vimoutiers dans l'Orne, notamment l'ancien café près de l'église, choisi pour son état d'origine années 1950 (c'est le lieu principal où ont été jouées une grande partie des scènes), et le magasin de sport rue du Moulin (choisi pour sa façade datant de la reconstruction).

### Bande originale
Pour le choix des chansons dans la B.O, l'équipe a puisé dans le répertoire du jazz américain du milieu des années 1950.
Un des morceaux du film intitulé Les secrétaires Cha Cha Cha (Las Secretarias) est un cha-cha-cha interprété par Jack Ary et son High Society Cha Cha, titre publié à l'origine en 1960. Les paroles « cha cha cha » y imitent le bruit des touches de la machine à écrire.

## Accueil
Dès sa sortie, le film est très bien accueilli : il est distribué dans les quatre grands circuits d'exploitation en salles et à fin 2012, les droits sont vendus dans le monde entier.

### Box-office
La couleur       indique les pays où Populaire est en cours d'exploitation dans les salles de cinéma.
| Pays               | Entrées                                                                 |
| ------------------ | ----------------------------------------------------------------------- |
| France             | 1 167 403                                                               |
| Italie             | 70 000                                                                  |
| Royaume-Uni        | 59 606                                                                  |
| Allemagne          | 55 062[réf. non conforme],[réf. non conforme],[réf. non conforme]       |
| Belgique           | 40 100[réf. non conforme],[réf. non conforme],[réf. non conforme]       |
| Brésil             | 28 211[réf. non conforme]                                               |
| Russie             | 22 855[réf. non conforme],                                              |
| États-Unis         | 22 400[réf. non conforme]                                               |
| Espagne            | 20 000[réf. non conforme],[réf. non conforme]                           |
| Pologne            | 18 000                                                                  |
| Suisse romande     | 15 225[réf. non conforme]                                               |
| Argentine          | 14 013[réf. non conforme]                                               |
| Mexique            | 14 000[réf. non conforme]                                               |
| Corée du Sud       | 13 029[réf. nécessaire]                                                 |
| Hong Kong          | 11 850[réf. non conforme]                                               |
| Grèce              | 11 729[réf. non conforme]                                               |
| Québec             | 10 334[réf. non conforme]                                               |
| Autriche           | 6 369[réf. non conforme]                                                |
| Suisse alémanique  | 5 954                                                                   |
| Pays-Bas           | 4 392[réf. non conforme]                                                |
| Slovaquie          | 2 061[réf. non conforme]                                                |
| Taïwan             | 2 060[réf. non conforme]                                                |
| Luxembourg         | 1807                                                                    |
| Turquie            | 1 550[réf. nécessaire]                                                  |
| Singapour          | 1 400[réf. non conforme],[réf. non conforme],[réf. non conforme]        |
| Lituanie           | 891[réf. non conforme]                                                  |
| Roumanie           | 810[réf. nécessaire]                                                    |
| Slovénie           | 731[réf. non conforme]                                                  |
| Portugal           | 562[réf. non conforme]                                                  |
|                    |                                                                         |
| Total hors France  | 477 767[réf. non conforme] (au 26 janvier 2014)                         |
| Total monde        | 1 645 170 (au 26 janvier 2014)                                          |
| Recettes mondiales | 10 000 000 euros (13 millions de dollars américains)[réf. non conforme] |

## Distinctions

### Récompenses
- 2013 : Trophée duo révélation cinéma réalisateur-producteur aux Trophées du Film français
- 2013 : Prix du Public au Festival du Film francophone de Grèce - 2013
- 2013 : Prix du Premier film au festival américain City of Lights, City of Angels
- 2013 : Prix du Public au Festival du cinéma international de San Francisco
- 2013 : Prix du Public au Festival du film français de Tokyo[38][réf. non conforme]

### Nominations
- Césars 2013 : César des meilleurs décors, César des meilleurs costumes, César de la meilleure photographie, César de la meilleure musique originale, César du meilleur premier film
- Globes de Cristal 2013 : Globe de Cristal de la meilleure actrice pour Déborah François

## Analyse